# Мешер-сюр-Жиронд
Меше́р-сюр-Жиро́нд (фр. Meschers-sur-Gironde) — коммуна во Франции, находится в регионе Пуату — Шаранта. Департамент коммуны — Шаранта Приморская. Входит в состав кантона Коз. Округ коммуны — Сент.
Код INSEE коммуны — 17230.

## Население
Население коммуны на 2010 год составляло 2814 человек.
| 1962 | 1968 | 1975 | 1982 | 1990 | 1999 | 2010 |
| ---- | ---- | ---- | ---- | ---- | ---- | ---- |
| 1339 | 1475 | 1546 | 1649 | 1862 | 2237 | 2814 |